# Мария Клементина Австрийская
Мария Клементина (нем.  Maria Klementine Josepha Johanna Fidelis von Österreich, 24 апреля 1777, Вилла Поджо-Империале — 15 ноября 1801, Неаполь) — австрийская эрцгерцогиня из династии Габсбургов. В браке — наследная принцесса Неаполитанская и герцогиня Калабрийская. Мария Клементина была матерью известной герцогини Беррийской.

## Биография
Эрцгерцогиня Мария Клементина была десятым ребёнком и третьей дочерью великого герцога Тосканского Пьетро Леопольдо и его супруги, Марии Луизы Испанской. Её отец был сыном императрицы Марии-Терезии и Франца I, мать — дочерью короля Испании Карла III и Марии Амалии Саксонской. Своё имя принцесса получила в честь князя Клеменса Венцеслава Саксонского, который был дядей её матери. В 1790 году после смерти императора Иосифа её отец унаследовал императорский трон, и семья переехала в Вену. В 1792 году в возрасте 15 лет потеряла обоих родителей.
19 сентября 1790 года в возрасте 13 лет Мария Клементина была выдана замуж по доверенности за герцога Калабрийского, своего двоюродного брата. Франциск был наследником неаполитанского и сицилийского престолов как старший сын Фердинанда IV Неаполитанского и его супруги Марии Каролины Австрийской.
26 июня 1797 года в городе Фоджа состоялось бракосочетание Марии Клементины и Франциска, герцога Калабрийского.
Этот брак был последним из трёх, заключённых одновременно в 1790 году между австрийской и неаполитанской королевскими семьями. Предыдущие два были заключены между эрцгерцогом Францем и Марией Терезой Неаполитанской, и эрцгерцогом Фердинандом и Луизой Неаполитанской. Оба жениха были старшими братьями Марии Клементины, а невесты — сёстрами герцога Калабрийского.
Все пары приходились друг другу кузенами по обеим линиям родства, так как имели общих дедушек и бабушек.
У Марии Клементины и Франциска было двое детей:
- Мария Каролина Фердинанда Луиза (5 ноября 1798 — 17 апреля 1870) — супруга Шарля Фердинанда герцога Беррийского;
- Фердинанд Франциск Ассизский (27 августа 1800 — 1 июля 1801) — умер в младенчестве.

Герцогиня Калабрийская так и не стала королевой Неаполя. Она умерла
вскоре после родов сына, которые подорвали её здоровье. Возможно, она скончалась от болезни легких или туберкулеза. Мария Клементина вместе с сыном была похоронена в церкви Санта-Кьяра в Неаполе.
После её смерти Франциск женился вторично на инфанте Марии Изабелле Испанской, которая также приходилась ему кузиной, будучи дочерью короля Испании Карла IV и Марии Луизы Пармской.
Её единственная дочь Каролина, вышла замуж за Шарля Фердинанда, герцога Беррийского в апреле 1816 года.

## В литературе
- Имя Марии Клементины упоминается в романе Дюма «Сан Феличе»:

Между тем Франческо тоже женился и весьма торжественно привез в Неаполь юную эрцгерцогиню Марию Клементину, чьи постоянная грусть и бледность производили среди этого двора такое же впечатление, как ночной цветок в саду, всегда готовый закрыться при ярких солнечных лучах.

Принцесса (с неё нам, пожалуй, следовало бы начать описание), та самая молодая мать, которую мы кратко обрисовали, прижимала своего младенца к сердцу, словно предчувствуя, что ей скоро предстоит покинуть этот мир. Как и её свекровь, она была эрцгерцогиня из надменного рода Габсбургов; звали её Клементиной Австрийской. Пятнадцатилетней девушкой она уехала из Вены, чтобы повенчаться с Франческо Бурбонским, и то ли она оставила на родине какую-то привязанность, то ли разочаровалась в том, что нашла здесь, но никто, даже её дочь, если бы она по возрасту своему способна была понимать и говорить, не мог бы сказать, что хоть однажды видел улыбку на её лице. Этот северный цветок, едва распустившись, увядал под жгучим южным солнцем; её печаль была тайной, и принцесса медленно умирала от неё, не жалуясь ни людям, ни Богу; казалось, она знала, что приговорена, и, будучи благочестивой и невинной, примирилась со своей участью искупительной жертвы, страдая не за свои собственные, а за чужие грехи. 